# بيتر كونيغواشي
بيتر كونيغواشي (بالإنجليزية: Peter Konyegwachie) (مواليد 26 نوفمبر 1965) هو ملاكم نيجيري، مثّل بلاده في الألعاب الأولمبية الصيفية 1984 وحقق الميدالية الفضية في فئة وزن الريشة.

## روابط خارجية
بيتر كونيغواشي على موقع بوكس ريك (الإنجليزية) (registration required)
- بيتر كونيغواشي على موقع أوليمبيديا (الإنجليزية)
- بيتر كونيغواشي على موقع اتحاد ألعاب الكومنولث (مؤرشف) (الإنجليزية)